# (131695) 2001 XS254
(131695) 2001 XS254, também escrito como (131695) 2001 XS254, é um objeto transnetuniano (TNO) que está localizado no cinturão de Kuiper, uma região do Sistema Solar. Ele é classificado como um cubewano. O mesmo possui uma magnitude absoluta (H) de 7,7 e, tem um diâmetro com cerca de 127 km, por isso existem poucas chances que possa ser classificado como um planeta anão, devido ao seu tamanho relativamente pequeno.

## Descoberta
(131695) 2001 XS254 foi descoberto no dia 9 de dezembro de 2001 por Scott S. Sheppard. Jan Kleyna e David Jewitt.

## Órbita
A órbita de (131695) 2001 XS254 tem uma excentricidade de 0.058, possui um semieixo maior de 37,267 UA e um período orbital de cerca de 227 anos. O seu periélio leva o mesmo a uma distância de 35,254 UA em relação ao Sol e seu afélio a 35,254 UA.